# Demis Nikolaidis
Themistoklis Nikolaidis, mais conhecido como Demis Nikolaidis, (Gießen, 17 de Setembro de 1973) é um ex-futebolista alemão naturalizado grego. Foi campeão europeu com a Grécia em 2004.

## Carreira
Revelado pelo Ethnikos Alexandroupolis, Nikolaidis destacou-se no AEK Atenas, clube onde foi campeão da Supercopa da Grécia em 1996 e tricampeão da Copa do país. Jogou também por Apollon Smyrnis e Atlético de Madrid, onde chegou a atuar no ataque com um ainda jovem Fernando Torres, porém as lesões o atrapalharam.

## Seleção Grega
Estreou na Seleção Grega em abril de 1995, contra a Rússia. Não conseguiu ajudar o time a se classificar as Copas de 1998 e 2002, além das Eurocopas de 1996 e 2000, participou dos 3 jogos da Grécia na primeira fase, entretanto não conseguiu marcar gols. Novamente lesionado, o atacante não deixou o banco de reservas no restante da competição.
Pela Seleção Grega, Nikolaidis participou de 54 jogos e marcou 17 gols.

## Aposentadoria e volta ao AEK
Depois de surpreender ao se aposentar com apenas 30 anos de idade, Nikolaidis voltou ao AEK para tentar comprar o clube no qual foi ídolo. Encabeçou um grupo de empresários que concluiu a compra dos Dikéfalos Aetós, que viviam em crise financeira. Exerceu a presidência do AEK até 2008, quando decidiu se afastar do cargo.

## Títulos
AEK Atenas
- Supercopa da Grécia: 1996
- Copa da Grécia: 1997, 2000, 2002

Grécia
- Eurocopa: 2004

## Individuais
- Jogador Grego do Ano: 1995, 1997, 1998, 2002
- Artilheiro do Campeonato Grego: 1999 (22 gols)
- Artilheiro da Copa da UEFA: 2001 (3 gols)